# A tiro de piedra
A tiro de piedra és un film dirigit per Sebastián Hiriart. Es va estrenar el 18 de desembre de 2010 al Festival Internacional de Cinema de Sant Sebastià a Sant Sebastià. El mateix any va participar també al Festival Internacional de Cinema de Morelia. Segons el director, l'argument es va inspirar en el conte "L'home que va somniar" de Les mil i una nits.

## Sinopsi
Jacinto Medina, jove de 21 anys d'edat, aquesta avorrit de la seva vida com a pastor en el nord de Mèxic, San Luís Potosí. Un dia troba un clauer al terre i el veu com un senyal al mateix temps que, guiant-se pels seus somnis, emprendrà un viatge que el farà recórrer milers de quilòmetres, cap als Estats Units, sofrint els avatars que qualsevol immigrant il·legal, només que el seu objectiu no és aconseguir treball en sòl americà.

## Producció
La filmació d'aquesta pel·lícula va comptar amb locaciones en diferents estats de la república mexicana, entre els quals es troben San Luís Potosí, Coahuila, Chihuahua i Sonora. Als Estats Units, les locaciones van estar a Arizona, Califòrnia i Oregon.

## Repartiment
- Gabino Rodríguez - Jacinto Medina
- Montserrat Ángeles
- Randy Watkins
- Rogelio Medina
- Alejandra España
- Julián Silva

## Premis
Al Festival de Cinema de Gramado de 2011 va guanyar els premis al millor director, millor guionista i millor actor. I al Festival Internacional de Cinema de Kerala va guanyar el Golden Crow Pheasant Award al millor director debutant.